# Zingiber leucochilum
Zingiber leucochilum là một loài thực vật có hoa trong họ Gừng. Loài này được Lin Bai, Jana Leong-Škorničková và Nian-He Xia miêu tả khoa học đầu tiên năm 2018.

## Mẫu định danh
Mẫu định danh: Bai L., Tong Y.H. & Ye X-E. 13091040; thu thập ngày 10 tháng 9 năm 2013 tại Khu bảo tồn Thiên nhiên Hoàng Kinh lão lâm (黄荆老林, Huangjinglaolin), huyện Cổ Lận, địa cấp thị Lô Châu, tỉnh Tứ Xuyên, Trung Quốc. Mẫu holotype lưu giữ tại Vườn Thực vật Hoa Nam ở Quảng Châu, Quảng Đông (IBSC), các isotype lưu giữ tại Vườn Thực vật Hoàng gia tại Edinburgh (E), IBSC và Vườn Thực vật Singapore (SING).

## Từ nguyên
Tính từ định danh leucochilum từ tiếng Hy Lạp cổ λευκός (leukós, leuco-) nghĩa là trắng và χεῖλος (kheîlos, -chilus) nghĩa là môi; để nói tới cánh môi màu trắng đồng nhất của loài này.

## Phân bố
Loài này được tìm thấy ở địa cấp thị Lô Châu, đông nam tỉnh Tứ Xuyên, Trung Quốc. Z. leucochilum mọc trên đất trên sa thạch, tại các khu vực ẩm ướt, nửa bóng râm trong các khu rừng lá rộng thường xanh, ở cao độ khoảng 1.200 m.

## Phân loại
Loài này được xếp trong tổ Cryptanthium.

## Mô tả
Cây thảo thân rễ sống lâu năm, cao 1,2-1,5 m. Thân rễ dạng sợi, thuôn dài (dài tới 1,5 m) và bò lan, đường kính 1,2-1,4 cm, các gióng dài 2–4 cm và khoảng cách giữa các thân giả là 7–30 cm, vỏ màu trắng được các vảy hình tam giác màu nâu nhạt che phủ, ruột màu trắng, vị đắng và hăng; các củ rễ hình thoi; các chồi lá nghiêng góc hoặc uốn vòng cung, với 11-22 phiến lá phát triển tốt khi nở hoa; thân giả đường kính 1,2-1,5 cm tại đáy,   đường kính 0,8–1,0 cm ở phần giữa; bẹ không phiến lá màu xanh lục, thưa lông nhung, có sọc, mép gợn sóng, dạng màng, như thủy tinh; lưỡi bẹ chẻ đôi sâu, dài 1,0–3,5 cm; các thùy hình tam giác hẹp, đôi khi không áp ép chặt vào thân giả, màu xanh lục, dạng màng, với các gân nổi và cong dễ thấy, mép như thủy tinh và xé rách (khi già), nhọn tại đỉnh; cuống lá chỉ gồm gối lá, dài đến 1,5 cm nhưng ngắn hơn ở các lá phía trên, thường xoắn sang một bên, màu xanh lục nhạt đến nửa trong mờ, thưa lông tơ; phiến lá hình trứng hẹp, 50–58 × 11–12 cm, thon nhỏ dần ở đáy, đỉnh nhọn thon, mặt gần trục màu xanh lục và thưa lông tơ, mặt xa trục màu xanh lục nhạt và rậm lông tơ (áp ép), các gân bên chuyển thành màu trắng xám khi khô. Cụm hoa mọc từ thân rễ gần với gốc của thân giả; cuống cụm hoa dài đến 4 cm, phủ phục; cành hoa bông thóc thuôn dài-hình trứng đến hình thoi, 11–12 × 4–5 cm, gồm 18–24 lá bắc; 3–4 lá bắc ở đáy vô sinh, hình trứng, màu trắng ánh hồng với các gân song song nổi rõ nét; mỗi lá bắc sinh sản đỡ một hoa, hình trứng hẹp tới thẳng, dài 4,6–6 cm, rộng ~8 mm khi ép dẹt, mép cuốn trong mạnh và xếp chồng lên nhau (làm cho nó thành hình ống), màu xanh lục ánh vàng nhạt, điểm màu nâu hạt dẻ về phía đỉnh, hơi có lông tơ ở mặt ngoài, nhẵn nhụi mặt trong, tại đỉnh thon nhỏ dần thành nhọn thon; lá bắc con dài ~3,5 cm; hoa dài 5,5–7,5 cm; đài hoa hình ống, có răng không đều ở đỉnh, màu trắng nửa trong mờ nhưng điểm màu hồng ở đỉnh, dài ~2,8 cm, đường kính ~4 mm ở đáy, hơi nở ra ở đỉnh; ống hoa dài 5,2–6,5 cm, hình phễu hẹp, cong rõ nét ở phần trên với đường kính 3,5 mm ở đáy và 7 mm ở đỉnh; thuỳ tràng lưng thuôn dài đến hình trứng, ~31 × 13 mm, màu trắng nửa trong mờ về phía đáy, màu hồng ở nửa trên, có mấu nhọn; các thùy tràng bên hình tam giác hẹp, uốn ngược mạnh, 25–28 × 7–8 mm, màu trắng nửa trong mờ về phía đáy, màu hồng ở nửa trên; cánh môi hình trứng ngược tới hình thoi tù, ~35 × 28 mm, màu trắng đồng nhất, hai mặt nhẵn nhụi, mép hơi quăn, tù hoặc có khía răng cưa ở đỉnh; nhị lép bên phát triển tốt, hợp sinh với cánh môi ở 2/3 đến 3/4 đáy, thuôn dài, 20 × 6–8 mm, màu trắng,hai mặt nhẵn nhụi, với đỉnh gợn sóng. Nhị dài ~29 mm; chỉ nhị hoàn toàn tiêu giảm; bao phấn dài ~15 mm; mô liên kết màu vàng kem, đôi khi hơi điểm màu hồng; phần phụ bao phấn hình mỏ, dài 15 mm (dài 20 mm khi kéo duỗi), màu trắng đến ánh lục nhạt, hơi điểm màu hồng ở đỉnh; đỉnh bao phấn nguyên hoặc đôi khi chẻ đôi. Bầu nhụy hình trụ, 6,5 × 3,5 mm, rậm lông nhung; tuyến trên bầu 2, hình nón hẹp, đỉnh nhọn. Ra hoa bắt đầu từ khoảng giữa tháng 8 và kéo dài đến đầu tháng 9, với tạo quả bắt đầu từ đầu tháng 9 và thuần thục vào tháng 10.
Đặc trưng nổi bật nhất của Z. leucochilum là thân rễ thuôn dài và bò lan dài, có thể dài tới 1,5 m. Loại thân rễ đặc biệt này được Fang (1982) ghi nhận lần đầu tiên cho Z. leptorrhizum và ở Trung Quốc còn 4 loài khác cũng có loại thân rễ này, là Z. emeiense, Z. pauciflorum, Z. smilesianum và Z. yunnanense.

## Sử dụng
Theo hướng dẫn thực địa địa phương của nhóm tác giả thì Z. leucochilum được gọi là "bai-yang-huo" (bạch khương hoa?), có nghĩa đen là "yang-huo" màu trắng. Như đã lưu ý trong Bai et al. (không công bố), tên bản ngữ "yang-huo" được áp dụng một cách lỏng lẻo cho một số loài thuộc tổ Cryptanthium có cành hoa có thể ăn được. Đối với người dân địa phương ở Tứ Xuyên, "yanghuo" thường dùng để chỉ Z. tuanjuum. Các cành hoa non của Z. leucochilum được thu hoạch từ tự nhiên và được xào hoặc sử dụng như một loại rau cho món salad tươi, cũng như đối với các loài "yang-huo" khác. Tuy nhiên, hiện vẫn chưa biết liệu loài có được trồng hay không.